# Ormone radicante
Gli ormoni radicanti sono sostanze, spesso di sintesi chimica, appartenenti alla categoria dei fitormoni, atte a facilitare la riproduzione di radici da talee erbacee o legnose, nelle pratiche di giardinaggio.

## Le sostanze
Alcune delle sostanze più usate sono l'auxinosimile sintetico, l'Acido indol-3-butirrico (IBA), o l'acido naftilacetico (NAA) che facilitano l'accumulo di auxine naturali del vegetale nella regione basale dell'incisione o talea e quindi la produzione facilitata delle prime radici.
Gli ormoni sopraddetti possono essere presenti direttamente sotto forma di acidi (meglio solubili in alcool), o dei relativi sali (in tal caso meglio solubili in acqua).

## Forma commerciale ed applicazione
La disponibilità in commercio è sotto forma liquida, spesso ulteriormente da diluire con acqua, o in forma di polvere (talco) imbevuta della sostanza.
La applicazione è con la messa a contatto della parte basale della talea che si vuol fare radicare con il prodotto, tenendo conto che esiste una notevole differenza tra le talee erbacee e quelle legnose, soprattutto nei modi e tempi di applicazione.
Le talee legnose abbisognano di tempi di applicazione circa tre-quattro volte superiori delle erbacee.
Le modalità ed i tempi di applicazione sono indicate sulla confezione dei prodotti e vanno seguite con precisione.

## Pratica e precauzioni
Le sostanze in argomento sono di fatto il prodotto di sintesi che simulano la presenza di grosse quantità di concime attivo (sono sottoprodotti della trasformazione naturale organica dei cascami organici in concime) quindi la loro presenza si limita a stimolare una naturale potenzialità del vegetale a produrre radici in presenza di terreno concimato. Questo significa che se la detta potenzialità del vegetale non esiste naturalmente la attività del radicante è nulla; d'altra parte se esistono già naturalmente nel suolo le sostanze analoghe al radicante la aggiunta del radicante stesso è pressoché inutile.
A livello professionale è importante l'abbinamento all'ormone radicante di sostanze antibiotiche, che blocchino l'insorgenza di marcescenze sostenute da batteri o miceti, che a volte insorgono nella produzione commerciale intensiva di talee radicate nel normale suolo concimato di vivaio.
Pur trattandosi di fitormoni, quantità eccessive possono rivelarsi tossiche per la pianta, specie se in quantità esagerata in distretti diversi da quelli competenti, come ad esempio foglie o cortecce giovani, esattamente come lo è il letame fresco su foglie e tali cortecce. Per lo stesso motivo le sostanze è bene che non rimangano in contatto con la pelle della persona che applica i trattamenti, sempre appunto come è per la applicazione del letame fresco. Occorre poi considerare che essendo sostanze chimiche concentrate è facile trattare o applicare i prodotti in concentrazioni errate, molte volte superiori al naturale, e quindi in maniera più violentemente reattiva (tossica), e comunque nociva. Utilizzando gli ormoni radicanti in eccesso, possiamo ottenere l'effetto contrario, ossia uccidere la talea. Solitamente è sufficiente immergere la superficie inumidita del taglio nella polvere ed interrare dopo avere sbattuto accuratamente la talea per eliminare la polvere in eccesso.
Buona norma è comunque seguire attentamente le indicazioni.
Alcuni ormoni radicanti come il NAA possono avere, per applicazioni ricorrenti e ripetute sulla pelle degli esseri umani, effetto tossico e cancerogeno: usare i guanti, evitare il contatto, lavarsi le mani.